# 朝鮮臺灣短篇小說集
《朝鮮臺灣短篇小說集》為一本漢譯日文小說選集。胡風主編、翻譯。1936年4月由中國上海文化生活出版社發行。內容收錄臺灣作家楊逵的〈送報伕〉、呂赫若的〈牛車〉以及朝鮮作家張赫宙的〈山靈〉、〈上墳去的男子〉、李北鳴的〈初鎮〉、鄭遇尚的〈聲〉等六篇作品。本小說集為中國首次正式介紹日治臺灣作家及其作品的紀錄。1936年5月，胡風再次將上述作品編輯為《弱小民族小說選》，由中國上海生活書店發行。